# Richard O'Brien
Richard Timothy Smith (25 de marzo de 1942), más conocido bajo su nombre artístico Richard O'Brien, es un escritor, actor, presentador de televisión e intérprete de teatro británico-neozelandés.
Es conocido por haber escrito el musical de culto The Rocky Horror Show, que está en cartelera desde su creación y la adaptación cinematográfica se ha convertido en una película de culto[cita requerida], y por presentar el popular programa de televisión The Crystal Maze. Además de escribir The Rocky Horror Show, O'Brien también protagonizó su adaptación al cine de 1975 The Rocky Horror Picture Show en el papel de Riff Raff. También interpreta la voz en inglés de Lawrence Fletcher En Phineas y Ferb.

## Vida personal
O'Brien es una persona transgénero no-binaria. En una entrevista de 2009 declaró: «Hay un continuo entre hombre y mujer. Unas personas están programadas con uno o con otro, yo estoy en medio». En otra entrevista de 2013, declaró que se veía como 70% hombre y 30% mujer.
O'Brien causó controversia en 2017 al hacer comentarios transmisóginos en los que negaba que las mujeres trans fueran mujeres.